# Rih (obwód doniecki)
Rih (ukr. Ріг) – wieś na Ukrainie, w obwodzie donieckim, w rejonie pokrowskim, w hromadzie Pokrowsk. W 2001 liczyła 236 mieszkańców.